# Fantasy-Jahr 1936
Übersicht

◄ | 1932 | 1933 | 1934 | 1935 | Fantasy-Jahr 1936 | 1937 | 1938 | 1939 | 1940 | ► | ►►

Weitere Ereignisse

## Filmpreise
Oscar
- in der Kategorie Beste Kamera für Hal Mohr
- in der Kategorie Bester Schnitt für Ralph Dawson

## Neuerscheinungen Filme
| Deutscher Titel                         | Deutschsprachiges Erscheinungsjahr | Originaltitel                   | Regie                          | Anmerkungen |
| --------------------------------------- | ---------------------------------- | ------------------------------- | ------------------------------ | ----------- |
| Dornröschen                             | -                                  | -                               | Alf Zengerling                 |             |
| Fährmann Maria                          | -                                  | -                               | Frank Wisbar                   |             |
| Flash Gordon                            | 1981                               | Flash Gordon                    | Frederick Stephani, Ray Taylor | Filmserial  |
| Der Golem                               |                                    | Le Golem                        | Julien Duvivier                |             |
| Der Graf von Carabas                    | -                                  | -                               | Lotte Reiniger                 |             |
| Hans im Glück                           | -                                  | -                               | Robert Herlth, Walter Röhrig   |             |
|                                         |                                    | The Man in the Mirror           | Maurice Elvey                  |             |
| Der Mann, der die Welt verändern wollte | 1963                               | The Man Who Could Work Miracles | Lothar Mendes                  |             |
|                                         |                                    | Pan Twardowski                  | Henryk Szaro                   |             |

## Gestorben
- Robert E. Howard (* 1906)